# Mastixis castronalis
Mastixis castronalis är en fjärilsart som beskrevs av William Schaus 1916. Mastixis castronalis ingår i släktet Mastixis och familjen nattflyn. Inga underarter finns listade i Catalogue of Life.